# Sunne församling, Härnösands stift
Sunne församling var en församling i Östersunds kontrakt i Härnösands stift. Församlingen ingick i Frösö pastorat och låg i Östersunds kommun i Jämtlands län. Församlingen uppgick 2014 i Frösö, Sunne och Norderö församling.

## Administrativ historik
Församlingen har medeltida ursprung. prästerna lydde periodvis under ärkebiskopen i Uppsala och under Trondheim, och hade därför omväxlande danska och svenska kyrkoherdar till 1665.
Församlingen var till 16 maj 1906 moderförsamling i pastoratet Sunne, Norderö och Frösö som från 1300-talet till 1 maj 1889 även omfattade Hallens församling och Marby församling. Från 1 maj 1906 till en tidpunkt före 1999 moderförsamling i pastoratet Sunne och Norderö som 1962 utökades med Hackås församling och Näs församling.  Från en tidpunkt före 1999 till 2014 annexförsamling i pastoratet Frösö, Norderö och Sunne.
Församlingen uppgick 2014 i Frösö, Sunne och Norderö församling.

## Kyrkor
- Sunne kyrka